# Storfjorden (Svalbard)

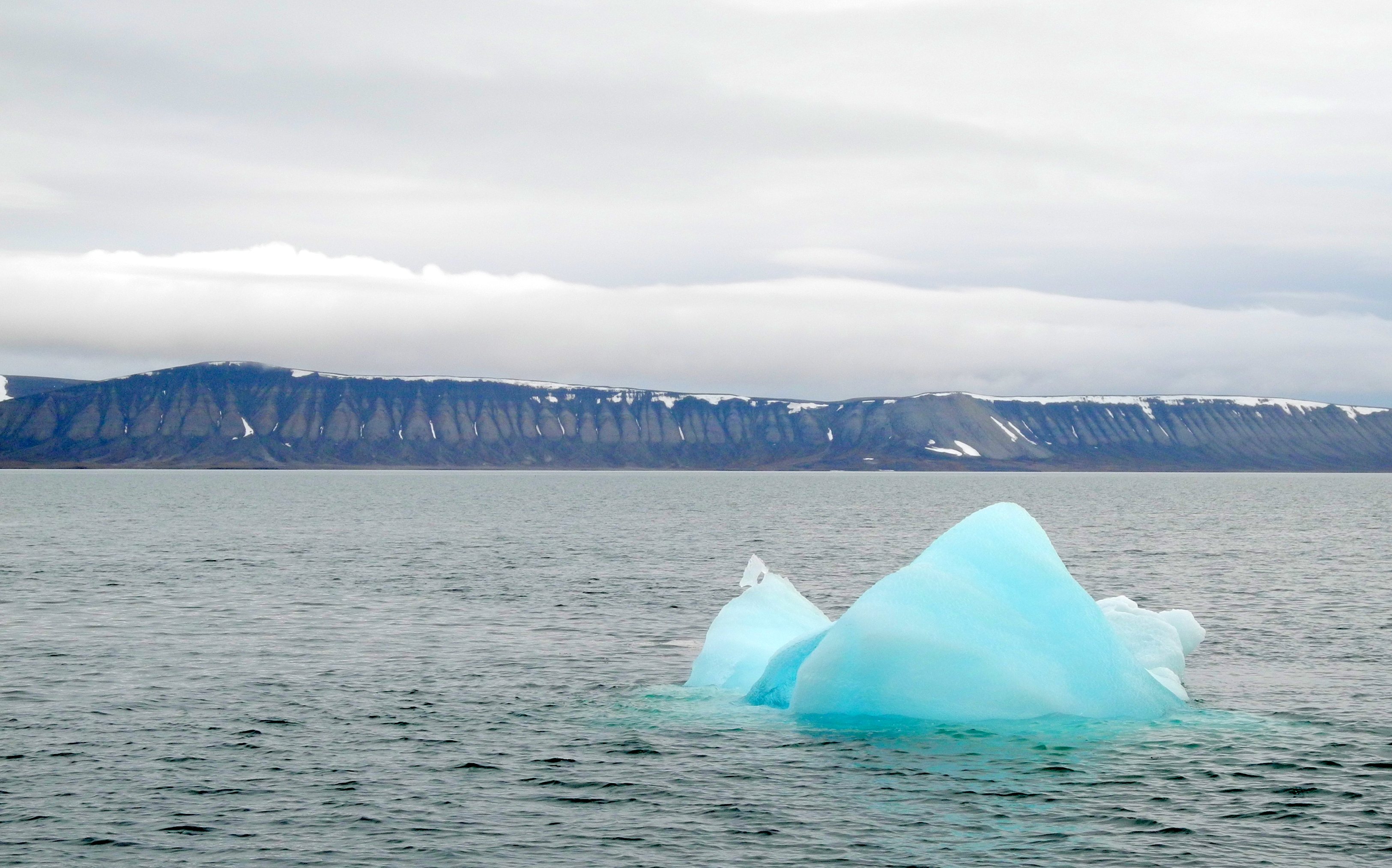
Ginevra Bay, la part del nord de Storfjorden

Storfjorden (Anglès: Great Fjord) és el braç de mar que separa l'illa de Spitsbergen de la de Barentsøya a l'oest i la de Edgeøya a l'est. Els seus límits pel sud són Kikutodden a Sørkapp Land a l'est d'Håøya, Tiholmane, Brækmoholmane, i Menkeøyane a Thousand Islands i al nord-est a Negerpynten -el promontori al sud-est de Edgeøya-. Els límits en el seu costat oriental són Sundneset en el vessant nord de Freemansundet, sud a Palibinramten en la costa de nord-oest de Edgeøya. La part del nord s'anomena Ginevra Bay, el qual s'estén entre Olav V Land i Barentsøya. Acaba a Heleysundet.
Storfjorden va ser històricament coneguda com a Wybe Jans Water, després del balener frisó Wybe Jansz van Stavoren. El fiord té el seu nom actual des del 1620.
Storfjorden va ser el 21 de febrer de 2008 l'episodi del major terratrèmol registrat a Noruega, amb una força de 6,2 en l'escala de Richter.